# Shire of Virginia
Die acht Shires of Virginia waren Verwaltungseinheiten der englischen Kolonie Virginia, Vorläuferin der heutigen US-amerikanischen Bundesstaaten Virginia und West Virginia. Sie wurden 1634 geformt. Die Shires waren dem Vorbild nachempfunden, wie es zu dieser Zeit auch in England benutzt wurde, als eine Art lokaler Regierung. Wenige Jahre später wurden sie in Countys umgewandelt.

## Geschichte
1634 ordnete König Karl I. von England an, dass acht Shires vom House of Burgesses, dem kolonialen Parlament, geschaffen werden sollten. Jedes sollte seine eigenen Beamten haben. Der Begriff Shire wurde kurze Zeit später in County umbenannt. Es gab später auch Namensänderung, so etwa für den Begriff Warrosquyoake, der in Isle of Wight umbenannt wurde. Warrosquyoake war der Name eines indigenen Stammes gewesen. Während des Englischen Bürgerkrieges (1642–1649) wurden das Charles River County und der Charles River (beide nach König Karl I. benannt) in York County und York River umbenannt.
Die originalen Shires of Virginia waren:
- Accomac Shire (heute Northampton County)
- Charles City Shire (heute Charles City County)
- Charles River Shire (heute York County)
- Elizabeth City Shire (mit der City of Hampton verschmolzen)
- Henrico Shire (heute Henrico County)
- James City Shire (heute James City County)
- Warwick River Shire (mit der Stadt Newport News verschmolzen)
- Warrosquyoake Shire (heute Isle of Wight County)

Die Umbenennung von Shire in County fand zwischen 1637 und 1642 statt. Dadurch wurde mehrere Jahre lang Verwirrung gestiftet, da es zu Namensgebungen wie  „James City County“ und „Charles City County“ kam. County und City stellen verwaltungstechnisch eigentlich einen Widerspruch dar. 1870 legte die Verfassung Virginias fest, dass eine Verwaltungseinheit nicht beide Namen tragen könne.
- 1952 begehrten die Bürger von „Elizabeth City County“ die Zusammenlegung mit der Stadt Hampton, was auch genehmigt wurde.
- 1952 wurde Warwick County zu einer eigenen Stadt. Am 1. Juli 1958 schloss sich die Stadt Warwick mit Newport News zusammen. Newport News entstammte selbst einem County.